# ABEC
La scala ABEC è un sistema per classificare la tolleranza di costruzione dei cuscinetti di precisione. Il sistema è stato sviluppato dall'organizzazione statunitense che ne dà il nome (Anular Bearing Engineering Committee – Comitato ingegneristico per i cuscinetti anulari) e facente parte dell'American Bearing Manufacturers Association (Associazione dei costruttori di cuscinetti americani).
I cuscinetti classificati con il sistema ABEC sono solitamente chiamati "cuscinetti di precisione", e sono contrassegnati con un numero dispari da 1 a 11 con il numero più alto assegnato ai cuscinetti costruiti secondo un migliore standard di precisione (numero più alto = tolleranza minore = cuscinetti più costosi).
L'ABEC è solo uno dei sistemi per classificare la tolleranza nei cuscinetti. L'International Organisation for Standardisation (ISO) e il Deutsches Institut für Normung (DIN) usano scale simili per giudicare la tolleranza nei cuscinetti. Nelle scale dell'ISO e del DIN un numero minore indica una tolleranza più ristretta e un numero maggiore una tolleranza più ampia: esattamente l'opposto della scala ABEC. Nella tabella seguente si possono confrontare le tre scale.
| ABMA/ANSI Std. 20 | ISO 492  | DIN 620 | JIS B 1514         |
| ----------------- | -------- | ------- | ------------------ |
| ABEC 1            | normal   | P0      | classe 0 classe 6X |
| ABEC 3            | classe 6 | P6      | classe 6           |
| ABEC 5            | classe 5 | P5      | classe 5           |
| ABEC 7            | classe 4 | P4      | classe 4           |
| ABEC 9            | classe 2 | P2      | classe 2           |
| ABEC 11           | classe 1 | P1      | classe 1           |

Fuori dall'industria di precisione, il sistema ABEC è conosciuto dalle persone che hanno generalmente modo di confrontarsi con esso nell'acquisto di attrezzi sportivi come skateboard e pattini a rotelle.
Inoltre, anche chi pratica competizioni ad alto livello di modellismo dinamico, è a conoscenza delle scale (ABEC in particolar modo) di tolleranza dei cuscinetti a sfere. 